# Saint-Michel-en-l'Herm
Saint-Michel-en-l'Herm là một xã ở tỉnh Vendée trong vùng Pays de la Loire, Pháp. Xã này có diện tích 54,8 km², dân số năm 2006 là 1958 người. Xã này nằm ở khu vực có độ cao trung bình 8 mét trên mực nước biển.

## Biến động dân số
| Năm | 1962  | 1968  | 1975  | 1982  | 1990  | 1999  | 2006  |
| --- | ----- | ----- | ----- | ----- | ----- | ----- | ----- |
| Dân số | 1 965 | 1 898 | 1 937 | 1 944 | 1 999 | 1 931 | 1 958 |
| From the year 1962 on: No double counting—residents of multiple communes (e.g. students and military personnel) are counted only once. |       |       |       |       |       |       |       |